# 井沢京子
井沢 京子（井澤 京子、いざわ きょうこ、1962年10月16日 - ）は、日本の政治家。元衆議院議員（1期）。

## 概要
東京都大田区生まれ。大田区立小池小学校、森村学園中等部、高等部、日本大学法学部法律学科卒業。慶應義塾大学大学院経営管理研究科修了。2005年には、自民党の衆議院議員候補者公募合格し、産業再生機構を退社。同年の総選挙で京都6区より立候補し、小選挙区では落選したが、比例近畿ブロックで復活当選した。83会の一人。ちなみにこの選挙では民主党の候補者募集へも応募しており、物議を醸した。
2006年の自民党総裁選では、谷垣禎一の推薦人に名を連ね、翌月谷垣派の一員となる。2007年自由民主党総裁選挙では福田康夫を支持、2008年自由民主党総裁選挙では小池百合子の推薦人に名を連ねた。
2009年8月30日の第45回衆議院議員総選挙では、前回に引き続き山井和則との対決となったが、ダブルスコアに近い大差で惨敗、比例復活もできずに落選した。2010年2月12日、次回総選挙への不出馬を発表した。
その後、2024年5月26日投開票の東京都議会目黒区選挙区補欠選挙（欠員数2）に立候補したが落選した。
2024年10月27日執行の第50回衆議院議員総選挙では、自民党比例東海ブロック単独第28位で擁立されたが、落選した。

## 所属団体・議員連盟
- 日本教職員組合問題究明議員連盟
- 速やかな政策実現を求める有志議員の会
- 83会